# 大いなるゲーム
『大いなるゲーム』（おおいなるゲーム、英: The Great Game）は、BBCが2010年に制作したドラマ『SHERLOCK』のシーズン1・エピソード3である。
原案は『ブルースパーティントン設計書』"The Adventure of the Bruce-Partington Plans"（1908年）である。

## あらすじ
解決すべき事件が持ち込まれず、シャーロックが平和な街に文句を言っていると、221Bの向かいの建物で突然爆発が起こる。
爆発の翌朝、マイクロフトがベーカー街にやってきて、極秘開発されているミサイルシステム「ブルースパーティントン」の設計図が盗まれたので探し出すよう、シャーロックに依頼する。計画に関わったMI6の事務員アンドリュー・ウエストは、バタシーの線路脇で死んでいるのが見つかり、彼の持ち出した設計図入りのUSBメモリの紛失が発覚する。退屈していたはずのシャーロックだがマイクロフトの依頼を断り、代わりに、兄が帰った直後に電話をかけてきたレストレードからの依頼を引き受ける。
シャーロックとジョンがヤードに着くと、レストレードから、前夜の爆発現場に封書に入ったシャーロック宛のスマートフォンが残っていたことを知らされる。また、そのスマートフォンに、シャーロックが制限時間内に謎を解けないと、電話を掛けている人質が爆発で死ぬという着信がある。シャーロックは、人質に爆弾を巻き付けて脅迫してくる爆弾魔と、事件の謎を解くことで対決するゲームを始める。
マイクロフトからの依頼「ブルースパーティントン」案件は、彼の婚約者の兄ジョーが借金返済のため、ウエストが酔った席でUSBメモリを盗み出したことが発端だった。紛失に気付いたウエストはジョーを責めたが、言い争いのはずみでジョーがウエストを殺してしまう。困ったジョーは、フラットの裏手に停まった電車の上にウエストの遺体を載せた。この電車がポイントに差し掛かった時、衝撃で遺体が振り落とされたのだった。シャーロックとジョンは、ジョーから無事にUSBメモリを回収する。
シャーロックは設計図入りのUSBメモリを使って、モリアーティをプールへ誘き出そうとする。しかしシャーロックがプールへ向かうと、ジョンに爆弾が巻き付けられていた。また、プールに現れたのは、バーツのラボでモリーの彼氏として紹介されたジムだった。ジムは自分のことを、「コンサルタント犯罪者」(consulting criminal)だと明かす。一度は現場を立ち去るジムだが、気が変わって2人を殺すためプールサイドへ戻ってくる。シャーロックとジョンは、ジョンに巻き付けられていた爆弾で、ジムもろとも爆死させることを選ぶ。シャーロックが拳銃で爆弾に狙いを定めたところで、物語はクリフハンガーとなって終了する。

### シャーロックの解く謎
カール・パワーズ事件
皮膚炎だった彼の軟膏にボツリヌス菌を混合し、水泳選手だった彼をプールで時間差殺人した。シャーロックの初事件として語られる。人質は車に監禁された女性。
レンタカーに大量の血痕を残して失踪した男性
車の中の血痕は、男性がかつて輸血用に提供したものだった。借金苦に喘いだ彼は偽装自殺を行ってコロンビアへ高飛びし、保険金を詐取しようとした。人質はピカデリーサーカスに立たされた男性。
人気司会者コニー・プリンスの死
破傷風で死亡したと発表されていたが、仲の悪かったコニーの弟ケニーに同情した使用人が、ボトックス施術に使うボツリヌス毒素を使ってコニーを殺したと判明する。人質は目の不自由な高齢女性。シャーロックは謎を解いたが、彼女が爆弾魔の声について述べてしまったために、ビルごと吹き飛ばされてしまう。
テムズ川南岸で見つかった天文マニアの警備員の遺体
近くで開かれる展覧会の目玉・フェルメールの絵が贋作だと突き止めたため殺された。シャーロックは、フェルメールの時代には発見されていなかった超新星が描かれていたことが贋作の決め手だと気付く。最後に画廊の責任者が、この件にモリアーティが協力したことを明かす。人質は子ども。

## キャストと日本語吹替

### 本編
シャーロック・ホームズ
演 - ベネディクト・カンバーバッチ、声 - 三上哲
ジョン・ワトスン
演 - マーティン・フリーマン、声 - 森川智之
レストレード警部補
演 - ルパート・グレイヴス、声 - 原康義
ハドソン夫人
演 - ユーナ・スタッブス、声 - 谷育子
サラ
演 - ゾーイ・テルフォード、声 - 小林さやか
モリー・フーパー
演 - ルイーズ・ブリーリー、声 - 片岡身江
ジム
演 - アンドリュー・スコット、声 - 村治学
サリー・ドノヴァン巡査部長
演 - ヴィネット・ロビンソン、声 - 三鴨絵里子
アンドリュー・ウエスト
演 - サン・シェラ、声 - 不明
コニー・プリンス
演 - ディ・ボッチャー、声 - 不明
ケニー・プリンス
演 - ジョン・セッションズ、声 - 不明
ゴーレム（殺し屋ズンザ）
演 - ジョン・レバー、声 - 不明
ウェンセスラス
演 - ヘイドン・グウィン、声 - 唐沢潤

### オーディオ・コメンタリー
- マーク・ゲイティス（製作総指揮、脚本、マイクロフト役）
- ベネディクト・カンバーバッチ（シャーロック役）
- マーティン・フリーマン（ジョン役）

## スタッフ
- 脚本 - マーク・ゲイティス
- 脚本共同制作者 - スティーヴン・モファット
- 監督 - ポール・マクギガン
- プロデューサー - スー・ヴァーチュー
- 音楽 - デヴィッド・アーノルド、マイケル・プライス（英語版）
- 撮影監督 - スティーヴ・ローズ
- 美術監督 - アーウェル・ウィン・ジョーンズ
- 編集 - チャーリー・フィリップス
- エグゼグティブ・プロデューサー（PBS マスターピース） - レベッカ・イートン
- エグゼグティブ・プロデューサー（BBC） - ベサン・ジョーンズ
- 製作総指揮 - スティーヴン・モファット、マーク・ゲイティス、ベリル・ヴァーチュー

## 原作との対比
原案は『ブルースパーティントン設計書』"The Adventure of the Bruce-Partington Plans"（1908年）である。
冒頭、事件が入らず退屈したシャーロックが壁紙に銃痕でスマイリーを描くシーンは、『マスグレーヴ家の儀式』でホームズが壁に "VR"（当時の英国王ヴィクトリア女王を示す、"Victoria Regina"の略称）と撃ち込んだことに由来する。なお、特別編『忌まわしき花嫁』では、原典・ドラマ両方の設定を受けて、セットの壁紙に"VR"の文字が撃ち込まれている。
シャーロックはジョンがブログに書いた『ピンク色の研究』の記事について文句を言うが、これは『四つの署名』冒頭で、『緋色の研究』がロマンスで脚色されすぎていると文句を言うホームズと同様である。またその後、シャーロックが推理に必要無いものは覚えないと返すが、これも原典『緋色の研究』に存在するシーンである。このシーンでは、シャーロック同様に、ホームズが「地動説を知らない」と答える。
また、シャーロックに調査を依頼したマイクロフトは、「足での調査が必要」なので自分では調査しないと答えるが、これは『ギリシャ語通訳』で語られるマイクロフト像に等しい。また、ベーカー街までやってきて調査を依頼するのは、原案となっている『ブルースパーティントン設計書』冒頭に存在するシーンである。
シャーロックは、自分宛の封書についてヤードで推理をするが、ボヘミア製の紙だと推理するのは『ボヘミアの醜聞』冒頭のシーンに由来する。また、中から出てきた携帯に時報音（pip sound）が5回吹き込まれているのは、『オレンジの種五つ』（原題："The Five Orange Pips"）へオマージュをかけたものである。
バーツでシャーロックはモリーの幸せ太りを指摘するが、これは『ボヘミアの醜聞』冒頭で、ホームズがワトスンの幸せ太りを指摘するシーンに由来する。また、カール・パワーズのシューズについてシャーロックはジョンに推理させるが、「大事なことは全て見落としている」とけなすのは、『花婿失踪事件』中の記述に由来する。
第2の謎で血痕を残して失踪する男性は、『唇のねじれた男』でネビル・セント・クレアが失踪したシーンに符合する。
今回シャーロックは情報収集にホームレス・ネットワークを活用しているが、これは原作のベイカー街遊撃隊に相当する。ゴーレムと戦うシーンでシャーロックがボクシングの構えを見せるが、ホームズはボクシングの名手とされている。
ウエストの遺体の処理など、重要なプロットは『ブルースパーティントン設計書』に由来しているが、被害者の婚約者の兄が犯人という筋書きは、『海軍条約文書事件』と同じである。
無事に設計図を回収したシャーロックに、マイクロフトが爵位を授けようと言ったことが台詞で示唆されるが、原典でのホームズは、『三人ガリデブ』冒頭で爵位を断った旨が記されている。

## 設定・制作秘話
原題の"The Great Game"（グレート・ゲーム）は、中央アジアを巡る19世紀後半の英露関係を表す歴史用語である。
本作ではベーカー街221Bの地下として「221C」が登場するが、本来221BのBとは、フランス語で「第二の」を表す"bis"の略称で、同じ番地に2つ目の住所が必要になったことを示す。よってハドスン夫人が"221A"に住んでいる訳ではなく、「C」という表記が正しいとも言えない。また本来ドアに"221B"と書かれているのもおかしなことだが、脚本のモファットはシーズン1のコメンタリーにて、「どうしても付けざるを得なかった」と答えている。
ジムの初登場シーンで、シャーロックはモリーに「彼はゲイだ（から、付き合ってもモリーが不幸になる）」と一蹴するが、演じるアンドリュー・スコット自身は後に、ゲイであることをカミングアウトしている。また、今作の脚本マーク・ゲイティスも自身がゲイであることをカミングアウトしている。
第1の謎で人質に取られた女性が乗っている車は、シーズン2エピソード2の『バスカヴィルの犬 (ハウンド)』のコメンタリーで、製作のスー・ヴァーチューのものだと明かされている。
第2の謎で出てくるレンタカー会社の社名は「Janus cars」（ジェイヌス・カーズ）であるが、これはローマ神話に現れ、2つの顔を持つとされるヤーヌス神（Janus）を示唆している（ジェイヌスはヤーヌスの英語読みである）。
フェルメールの贋作の謎を解くシーンで人質に取られている子どもは、脚本のスティーヴン・モファット、プロデューサーのスー・ヴァーチュー夫妻の息子ルイである。彼はS3E3『最後の誓い』にも出演し、シャーロックの子ども時代を演じている。
最終シーンは、ベッドミンスター (Bedminster, Bristol) のブリストル・サウス・スイミングプールで撮影された。この場所は、ゲイティスが子どもの頃に通ったことのあるプールだった。シーズン2の撮影に入る1年間に、プールの改装工事が行われてしまい、クリフハンガーにもかかわらず、モリアーティの正体を隠そうと現場写真を撮影していなかった美術スタッフは大いに慌てたという。